# Ella, elle l'a
"Ella, elle l'a" là một đĩa đơn nhạc Pháp được phát hành bởi France Gall. Đĩa đơn này xuất phát từ đĩa nhạc Babacar, xuất bản ngày 24 tháng 8 năm 1987, đã trở thành hit ở châu Âu.
Bài hát viết bởi Michel Berger, để vinh danh Ella Fitzgerald.
Bài hát rất được ưa thích tại nhiều nước ở châu Âu 1987 và 1988, đạt được hạng 1 ở Áo và Đức 1988. Ở Pháp, đĩa đơn đã leo được lên hạng 2, được đĩa bạc. Nó cũng nằm trong các bản nhạc được ưa chuộng (Top 50) trong 19 tuần 1987, và 9 tuần trong top ten.